# 索日
索日（法語：Sauge，法語發音：[soʒ]）是瑞士伯恩州伯尔尼汝拉区的市镇。该市镇面积为13.47平方千米，海拔高度707米，2018年12月31日人口数为815。2014年1月1日，索日由原市镇普拉涅与沃夫兰合并而成。